# Pityrogramma pulchella
Pityrogramma pulchella là một loài thực vật có mạch trong họ Adiantaceae. Loài này được (Linden) Domin miêu tả khoa học đầu tiên năm 1928.